# Quercus lobbii
Quercus lobbii là một loài thực vật có hoa trong họ Cử. Loài này được Ettingsh. miêu tả khoa học đầu tiên năm 1883.

## Hình ảnh